# Lescar
Lescar è un comune francese di 10 322 abitanti situato nel dipartimento dei Pirenei Atlantici nella regione della Nuova Aquitania.

## Storia

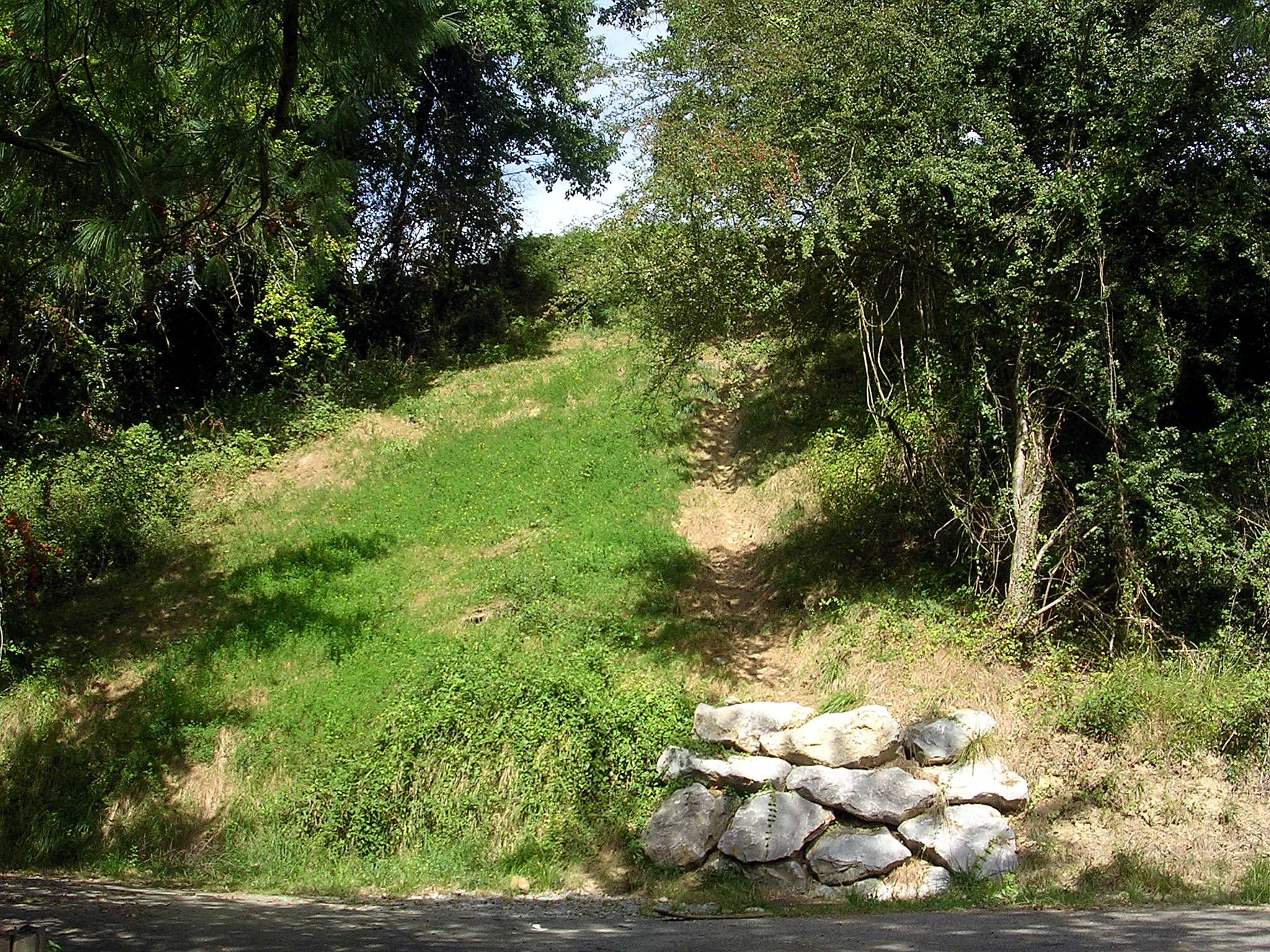
Oppidum Beneharnum, a Lescar

Ai piedi della collina sulla quale si estende l'attuale cittadina si trovava una volta, durante il corso dell'occupazione romana dell'Aquitania (55/56 a.C. - 419 d.C.) una cittadella fortificata  (oppidum) chiamata Beneharnum che divenne una città vera e propria nel III secolo, capitale del Béarn. Essa fu rasa al suolo nell'841 dai Vichinghi e Morlaàs la sostituì come capitale del Béarn. La nuova città di Lescar si sviluppò sulla collina a partire dal XII secolo. Il suo vescovo presiedeva gli Stati generali del Béarn ed i re di Navarra del ramo degli Albret ne scelsero la cattedrale per ospitare le loro tombe.
La diocesi di Lescar sostituì nel 980 quella di Beneharnum. La diocesi di Lescar comprendeva l'arcidiaconato omonimo (archidiaconatus Lascurrensis), quello di Soubestre (archidiaconatus Silvestrensis), quello di Larbaig (archidiaconatus Larvallensis), e quello di Batbielle (archidiaconatus de Begbielle) e quello di Vic-Bilh (archidiaconatus de Bigbilh).
Il vescovado di Lescar fu soppresso nel 1793 per essere riunito a quello di Oloron ed infine incorporato nel 1802 in quello di Bayonne.
Nel 1385, Lescar dipendeva dal baliato di Pau e contava 187 "focolari". Nel 1643 la città era divisa in quattro quartieri: la Ciutat, il Parvis, il Debat l'Arriu e il Vialer.
La giurisdizione notarile di Lescar comprendeva i comuni di Laroin, Lons, Monhauba, Saint-Faust et Siros.
Oggi Lescar è divenuta una "città satellite" residenziale di Pau.

## Società

### Evoluzione demografica
Abitanti censiti

## Amministrazione

### Gemellaggi
- L'Alfàs del Pi,  Spagna